# Riberhus amt
Riberhus amt (danska: Riberhus Amt) var ett amt i västra Danmark. Amtet omfattade områden på den västra sidan av halvön Jylland samt ett antal närliggande öar i Nordsjön som Fanø, Mandø, Rømø (del av), Sylt (del av), Föhr (del av) och Amrum.
De så kallade kungliga enklaverna (danska:  Kongerigske enklaver) ingick i amtet, vilket innebar att det även omfattade ett antal områden som var avskilda från amtet i övrigt, områden som var helt eller delvis omslutna av hertigdömet Schleswig, inklusive områden som idag utgör en del av Tyskland. Utöver residensstaden Ribe, omfattade det även staden Varde.

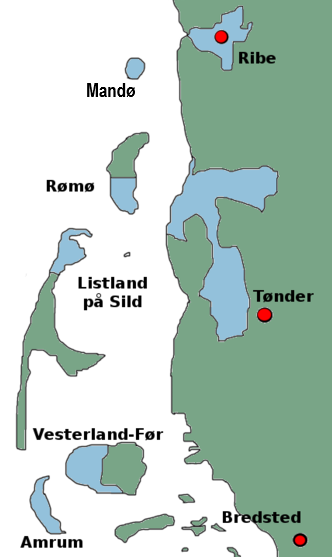
De kungliga enklaverna (markerade i blått) räknades som en del av Riberhus amt.

## Administrativ historik
Riberhus amt bildades när Danmarks län ersattes av amt 1662 och ersatte då det dåvarande slottslänet Riberhus län.
Amtet upphörde i samband med amtsreformen 1793 då det, tillsammans med en del av Lundenæs amt (Øster Horne härad), blev en del av det då nybildade Ribe amt. Sedan kommunreformen 2007 tillhör större delen av området Region Syddanmark, medan de sydligaste delarna, de som låg på öarna Sylt, Föhr och Amrum, tillhör förbundslandet Schleswig-Holstein i Tyskland.